# Wendlandia sikkimensis
Wendlandia sikkimensis är en måreväxtart som beskrevs av John Macqueen Cowan. Wendlandia sikkimensis ingår i släktet Wendlandia och familjen måreväxter.
Artens utbredningsområde är Darjiling. Inga underarter finns listade i Catalogue of Life.